# شهر (فیلم ۱۹۱۶)
شهر (انگلیسی: The City) یک فیلم است که در سال ۱۹۱۶ منتشر شد.